# 假金桔
假金桔（学名：Rejoua dichotoma）为夹竹桃科假金桔属下的一个种。